# Бібліотека № 8 для дорослих (Тернопіль)
Бібліотека № 8 для дорослих — структурний підрозділ Тернопільської міської централізованої бібліотечної системи.
Розташована на вул. Богдана Лепкого, 6.

## Відомості
Бібліотека заснована в 1977 році.

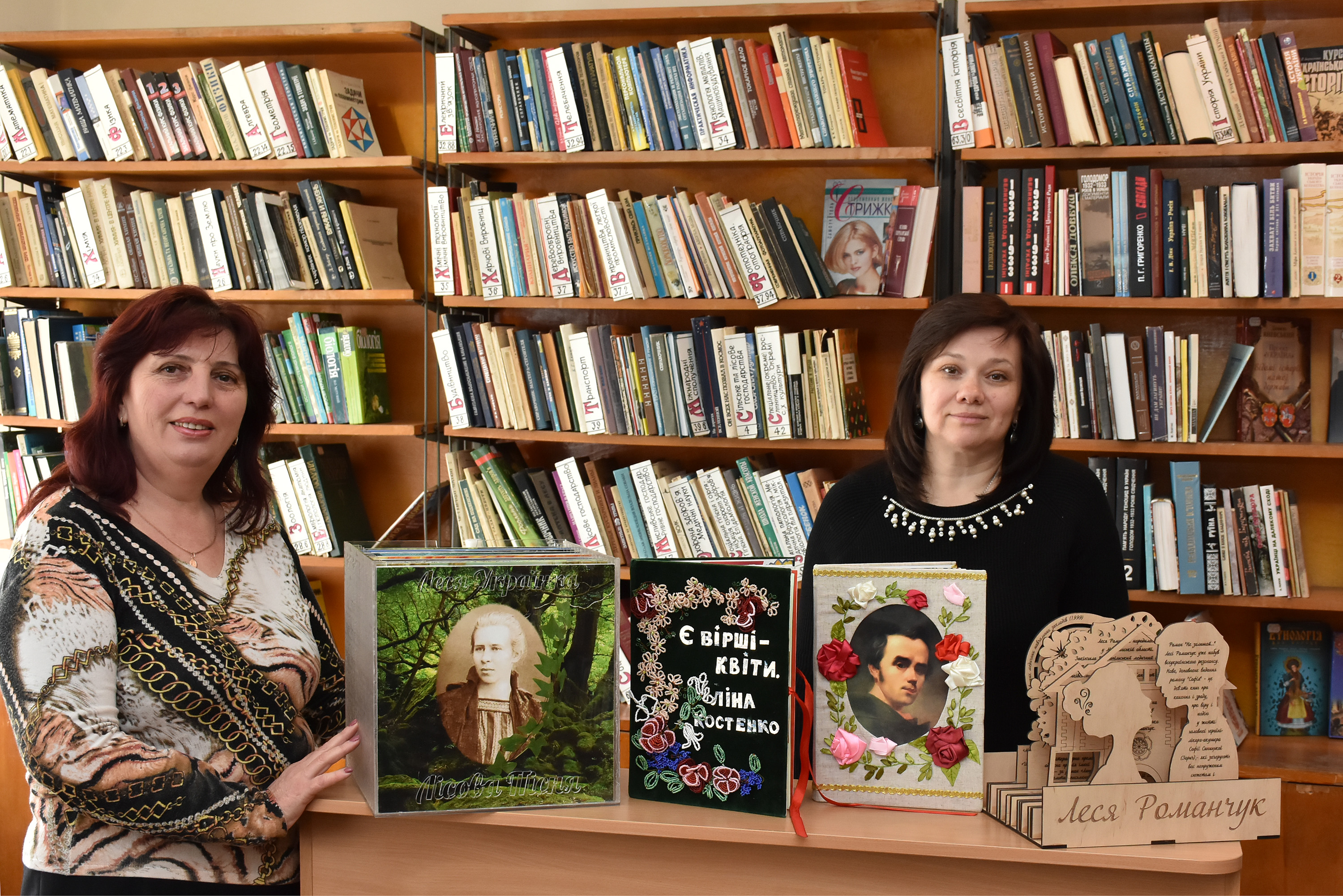
Завідувачка бібліотеки Галина Заставецька і бібліотекар Тетяна Малюта

Фонд бібліотеки становить 19 000 примірників документів. Передплачує 22 назви газет та 16 назв журналів.
Каталоги та бібліографічні картотеки: абетковий та систематичний, систематична картотека статей.
Бібліотека є центром культури, дозвілля і спілкування.
Режим роботи: з 9.00 до 18.00. Вихідні: субота, неділя.